# Associação ILGA Portugal
A Associação ILGA Portugal - Intervenção Lésbica, Gay, Bissexual, Trans e Intersexo é a mais antiga associação de defesa dos Direitos Humanos das pessoas lésbicas, gays, bissexuais, trans e intersexo (LGBTI) em Portugal. É uma Instituição Particular de Solidariedade Social, de utilidade pública reconhecida, sob a forma de Associação de Solidariedade Social. Em 2017, a Associação alterou os seus Estatutos para incluir as pessoas intersexo.
Foi fundada em 1995, sendo registada legalmente em 1996. Desde 1997 e até início de 2014, a sua sede e Centro LGBT situava-se na Rua de São Lázaro, em Lisboa. Actualmente situa-se na Rua dos Fanqueiros, na Baixa Pombalina, onde funciona a sede, escritórios e Serviços da Associação e o Centro LGBT com a sua programação cultural.

## Objetivos
O principal objetivo da Associação é a integração social da população LGBTI e das suas famílias em Portugal através:
- de um programa alargado de apoio no âmbito social que garanta a melhoria da sua qualidade de vida;
- da luta contra a discriminação em função da orientação sexual, da identidade de género, da expressão de género e das características sexuais;
- da promoção da cidadania, dos Direitos Humanos e da igualdade de género.

A ILGA Portugal é, em Portugal, membro do Conselho Consultivo da Comissão para a Cidadania e Igualdade de Género (mecanismo nacional para a igualdade, dependente da Presidência do Conselho de Ministros) e da comissão organizadora da Marcha do Orgulho LGBT e atua internacionalmente enquanto membro da Advocacy Network da ILGA-Europe e da Plataforma para os Direitos Fundamentais da Agência dos Direitos Fundamentais da União Europeia. Em 2014 tornou-se a primeira associação LGBT na Europa a dar formação à Academia Europeia de Polícia (CEPOL). Acompanha de forma próxima o trabalho das Nações Unidas, União Europeia, Conselho da Europa e Comunidade dos Países de Língua Portuguesa.

## Intervenção política e cívica
A Associação ILGA Portugal tem encabeçado a luta a nível nacional pelos direitos da população LGBTI, em particular o direito ao casamento civil entre pessoas do mesmo sexo, reconhecido em Portugal em 2010.
- Contribuição, através de campanhas estruturadas, para vitórias importantes como a inclusão da categoria 'orientação sexual' no Art.º 13º da Constituição (2004), a igualdade no acesso ao casamento (2010), a lei da identidade de género (2011), a inclusão da categoria 'identidade de género' no Código Penal (2013) e Código do Trabalho (2015);
- Organização de debates e conferências, como o Fórum do Casamento entre Pessoas do Mesmo Sexo, a Conferência Internacional 'Políticas Integradas contra a Discriminação das Pessoas LGBT' ou a Conferência Internacional 'Famílias no Plural';
- Produção de materiais informativos;
- Trabalho de educação, sensibilização e formação de profissionais de áreas estratégicas;
- Apresentação de reivindicações específicas em audiências com grupos parlamentares e com o Governo;
- Produção de comunicados de imprensa e de cartas aos partidos e órgãos de soberania.

## Centro LGBT, Serviços e Grupos de Interesse
O Centro LGBT está situado em Lisboa, na Rua dos Fanqueiros, 40. É um espaço cultural e comunitário onde apenas a discriminação não é bem-vinda. Para além de oferecer uma programação regular de atividades culturais, lúdicas e políticas, o Centro disponibiliza serviços essenciais e gratuitos à comunidade LGBTI.

### Serviços
1. Centro de Documentação Gonçalo Diniz organiza, disponibiliza e preserva recursos documentais de temática LGBTI. Está acessível mediante marcação prévia e apoia a pesquisa e acesso à informação de estudos de temática LGBTI;
2. Linha LGBT é um serviço telefónico de apoio e de informação. Está direcionado para conversar, esclarecer e encaminhar pedidos de apoio nas mais diversas áreas e visa chegar a todas as pessoas que não têm outra forma de acesso ao apoio e à informação;
3. Serviço de Apoio Psicológico oferece sessões de apoio psicológico e psicoterapia, individual e em grupos terapêuticos;
4. Departamento Jurídico é um serviço de informação de caráter legal, focada na discriminação em função da orientação sexual e identidade de género;
5. Serviço de Integração Social dá apoio a situações de requerentes de asilo, articulando com as respetivas entidades e autoridades nacionais e encaminhando casos para outras entidades competentes;
6. Serviço de Apoio a vítimas LGBTI é uma resposta especializada e dirigida a pessoas LGBTI que se encontrem em situação de vitimação ou sofrimento.

### Grupos de Interesse
- Coro CoLeGaS criado em 2008, este grupo de interesse contribui, através da música, para uma sociedade mais inclusiva, igualitária e divertida;
- Famílias Arco-Íris promove encontros e atividades para todas as famílias;
- Gir@s organiza passeios e caminhadas por Lisboa e arredores;
- GRIT defende os direitos das comunidades discriminadas por questões de género, com ênfase na comunidade trans e na sua integração em espaços como a família, escola, trabalho e círculo social;
- Grupo de Teatro escreve, produz e encena peças relacionadas com questões de orientação sexual e identidade de género;
- Conversas para Lê-Las é a comunidade de leitura com temática lésbica que funciona no Porto;
- MOVE organiza atividades desportivas na zona de Lisboa;
- GRIFFE vocacionado para a visibilidade das mulheres, em particular de lésbicas, bissexuais e trans;
- Brigada do Preservativo organiza brigadas de prevenção do VIH e ISTs na zona do Bairro Alto, Príncipe Real e Conde Redondo;
- ILGA Pets organiza atividades de socialização com animais domésticos.

## Observatório da Discriminação
O Observatório da Discriminação contra pessoas LGBTI é um projeto da ILGA Portugal, em vigor desde 2012, para recolha de dados sobre incidentes ou crimes discriminatórios contra pessoas LGBTI ou pessoas percecionadas como sendo LGBTI. Por recolha incidentes ou crimes discriminatórios entende-se, por exemplo, insultos homo, trans, bi e interfóbicos; destruição de propriedade (telemóveis, carro, graffitis em sua casa ou no seu local de trabalho); agressões físicas; incidentes com serviços públicos; etc.
A recolha de denúncias é feita via preenchimento de um questionário online, anónimo e confidencial e pode ser preenchido por vítimas, testemunhas ou qualquer outra pessoa interessada. Anualmente, é publicado no dia 17 de maio, como forma de sinalizar o Dia Internacional de Luta contra a Homofobia, Bifobia e Transfobia, o relatório com os dados referentes ao ano civil anterior.

## Aliança da Diversidade
Inspirada no modelo de gay-straight alliance, a ILGA Portugal lançou o projeto Aliança da Diversidade (ADD), com o objetivo de promover a criação de grupos de estudantes de nível secundário (e docentes) do norte do país.
O objetivo era tornar as escolas portuguesas mais seguras e inclusivas para todas as pessoas, independentemente de sua orientação sexual, identidade ou expressão de género ou características sexuais, a integração de estudantes lésbicas, gays, bissexuais, trans e intersexo (LGBTI) e erradicação da homo, trans e bifobia, o intersexismo e o preconceito e discriminação com base na expressão de género no contexto escolar, sempre promovendo cidadania, direitos humanos e igualdade de género.
Este foi cofinanciado pelo Programa Operacional de Inclusão Social e Emprego, o Portugal 2020 e o Fundo Social Europeu.
Como uma iniciativa complementar às ADDs, foi lançado o Estudo Nacional sobre o Ambiente Escolar, para coletar as experiências de jovens LGBTI ou em questionamento. Segundo Telmo Fernandes, coordenador do projeto ADD, as respostas confirmaram a persistência de isolamento e discriminação, reforçando a urgência da mudança pretendida com o projeto.
Alianças da Diversidade foram criadas em várias escolas ao redor do país, como no concelho de Ovar, freguesia de Ramada e na cidade de Ermesinde.
A iniciativa arrancou em meados de 2017, terminando formalmente em fevereiro de 2019, com a conferência "Keep ADDing" na Escola Secundária Carolina Michaelis, com a presença de membros da direção da escola mencionada, ILGA Portugal, ISCTE-IUL, UPorto e da ADD da Escola Secundária Júlio Dinis, para discutir sobre Jovens LGBTI e Educação. Pós o termino formal do projeto a manutenção dos grupos criados até então, assim como a criação de novos com o mesmo objetivo poderão continuar de forma independente.